# Domaine de Nishi-Ōhira

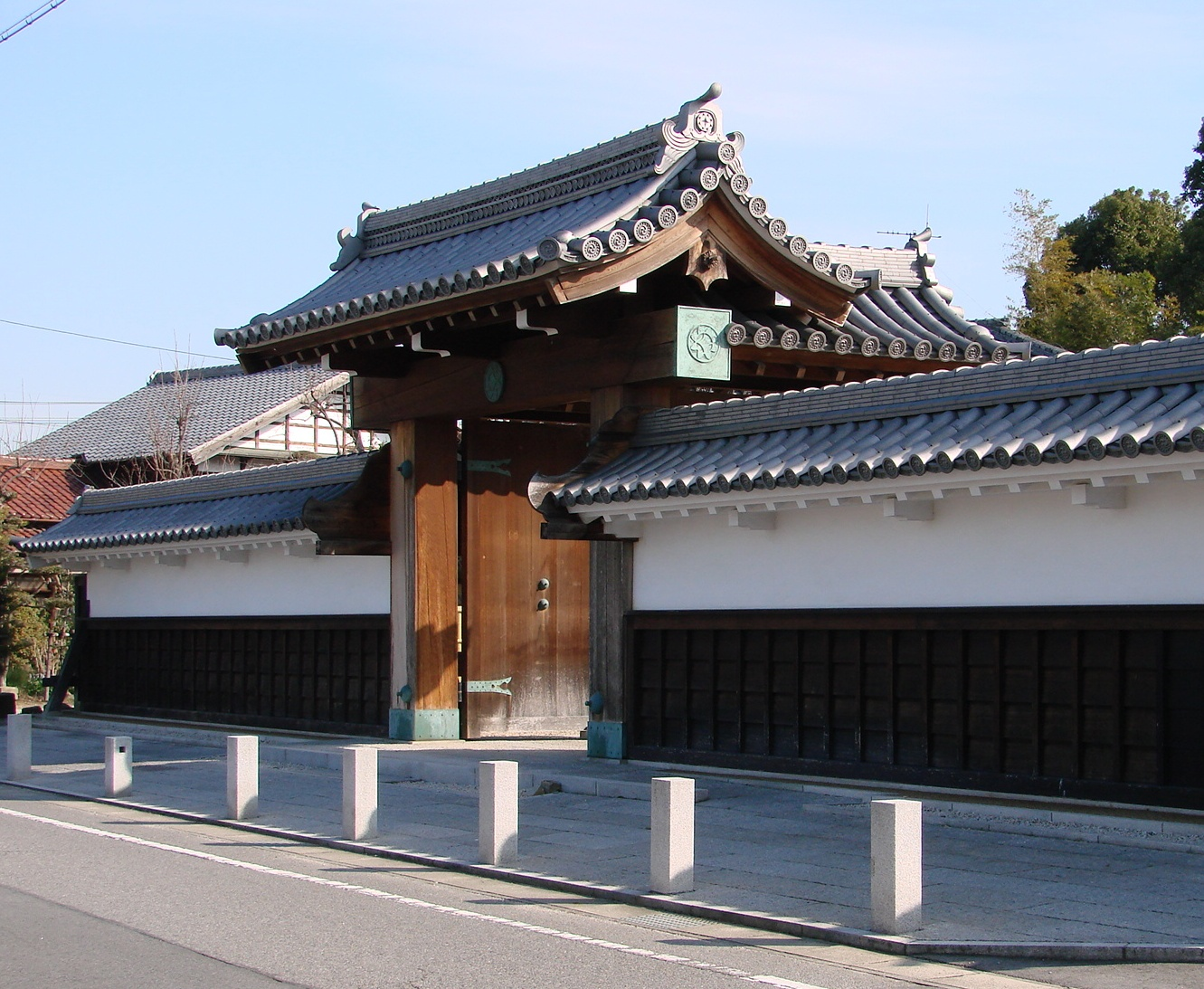
Porte du jin'ya de Nishi-Ōhira.

Le domaine de Nishi-Ōhira (西大平藩, Nishi-Ōhira han) est un domaine féodal japonais de l'époque d'Edo situé dans le district de Nukata dans la province de Mikawa, dans ce qui fait à présent partie de la préfecture d'Aichi. Son quartier général se trouve dans ce qui est de nos jours la ville d'Okazaki.

## Histoire
Ōoka Tadasuke, le fameux magistrat qui a servi le 9e shogun Tokugawa, Tokugawa Yoshimune, et a réussi à mettre en place les réformes Kyōhō reçoit 4 000 koku de revenus supplémentaires à l'occasion de sa promotion au titre de sōshaban en 1748. Cela l'amène au-delà du seuil de 10 000 koku nécessaires pour prétendre au titre de daimyō et il reçoit pour fief le domaine de Nishi-Ōhira nouvellement créé. Il ne s'installe cependant jamais dans son nouveau territoire et réside à Edo jusqu'à sa mort en 1757.
Le domaine de Nishi-Ōhira n'est pas un territoire contigu d'un seul tenant mais se compose de plusieurs possessions très largement dispersées : en plus de 12 villages dans le district de Nukata, il existe 5 villages dans le district de Kamo, 5 villages dans le district de Hoi, 2 villages dans le district d'Omi à Mikawa, 3 villages dans le district d'Ichihara, province de Kazusa et les 2 villages originaux du clan Ōoka dans le district de Kōza, province de Sagami.
Le domaine passe aux héritiers de Ōoka Tadasuke après sa mort mais ce n'est pas avant 1748 et la gouvernance de son petit-fils Ōoka Tadatsune, qu'une jin'ya (résidence fortifiée) est construite à Nishi-Ōhira afin d'être la capitale en titre du domaine. Du fait de ses relations particulières avec le shogunat Tokugawa, le clan Ōoka est un des rares clans exemptés de la procédure du sankin kōtai et peut vivre à plein temps dans sa résidence d'Edo. Les tombes de tous les daimyod de Nishi-Ōhira se trouvent au temple Jōken-ji du clan à Chigasaki.
Durant la période du Bakumatsu, le domaine de Nishi-Ōhira reste fidèle au shogunat Tokugawa mais, après la bataille de Toba-Fushimi de la guerre de Boshin, il se rend au nouveau gouvernement de Meiji. À la suite de l'abolition du système han en juillet 1871, le domaine devient la « préfecture de Nishi-Ōhira » qui est plus tard intégrée dans la préfecture d'Aichi.

## Liste des daimyōs
- Clan Ōoka (fudai daimyo) 1748-1871

| # | Nom                           | Dates     | Titre                    | Rang                    | Revenus     | Lignée                            |
| - | ----------------------------- | --------- | ------------------------ | ----------------------- | ----------- | --------------------------------- |
| 1 | Ōoka Tadasuke (大岡忠相)      | 1748-1751 | Echizen-no-kami (越前守) | 5e inférieur (従五位下) | 10 000 koku | 4e fils de hatamoto Ōoka Tadataka |
| 2 | Ōoka Tadayoshi (大岡忠宜)     | 1755-1766 | Echizen-no-kami (越前守) | 5e inférieur (従五位下) | 10 000 koku | 2e fils de Tadasuke               |
| 3 | Ōoka Tadatsune (大岡忠恒)     | 1766-1784 | Echizen-no-kami (越前守) | 5e inférieur (従五位下) | 10 000 koku | 2e fils de Tadayoshi              |
| 4 | Ōoka Tadatomo (大岡忠與)      | 1784-1786 | Echizen-no-kami (越前守) | 5e inférieur (従五位下) | 13 000 koku | 3e fils d'Ogasawara Nagamichi     |
| 5 | Ōoka Tadayori (大岡忠移)      | 1786-1828 | Echizen-no-kami (越前守) | 5e inférieur (従五位下) | 10 000 koku | 3e fils de Tadatsune              |
| 6 | Ōoka Tadayoshi (2) (大岡忠愛) | 1828-1857 | Echizen-no-kami (越前守) | 5e inférieur (従五位下) | 10 000 koku | Fils de Tadayori                  |
| 7 | Ōoka Tadataka (大岡忠敬)      | 1857-1871 | Echizen-no-kami (越前守) | 5e inférieur (従五位下) | 10 000 koku | 5e fils de Tadayori               |

## Source de la traduction
- (en) Cet article est partiellement ou en totalité issu de l’article de Wikipédia en anglais intitulé « Nishi-Ōhira Domain » (voir la liste des auteurs).